# 导江乡
导江乡，是中华人民共和国广西壮族自治区柳州市鹿寨县下辖的一个乡镇级行政单位。

## 行政区划
导江乡下辖以下地区：
长洞村、黄坭村、导江村、古懂村、佛子村、温村和石排村。

## 特产
鹿寨蜜橙：中国地理标志产品。古称“上龙橙”，历史上主要集中于导江乡古董村上龙屯种植而得名。至今上龙屯仍存数十株近百年前栽种的古上龙橙树。